# Мис Літке
65°50′47″ пн. ш. 170°30′12″ зх. д. / 65.84639° пн. ш. 170.50333° зх. д.
Мис Літке (рос. Литке, чук. Кейкей) — високий обривистий мис у районі бухти Пуатин на східному узбережжі Чукотського півострова, що омивається Беринговим морем у межах Чукотського району Чукотського автономного округу Росії.
Було відкрито і нанесено на карту 1828 року російською навколосвітньою експедицією на шлюпі «Сенявін». Рік по тому після повернення команди мис отримав назву на честь начальника експедиції  Ф. П. Літке. Назва в перекладі з чук. Кейкей — «шкварки від жиру».
На скелях мису гніздяться приблизно 5 тисяч птахів: берінгов баклан, бургомістр, мартин сріблястий, мартин трипалий, тихоокеанський чистик, кайра, іпатка